# Торребаха
Торребаха, Торре-Байша (ісп. Torrebaja (офіційна назва), валенс. Torre Baixa) — муніципалітет в Іспанії, у складі автономної спільноти Валенсія, у провінції Валенсія. Населення — 455 осіб (2010).

## Географія
Муніципалітет розташований на відстані близько 210 км на схід від Мадрида, 100 км на північний захід від Валенсії.
На території муніципалітету розташовані такі населені пункти: (дані про населення за 2010 рік)
- Торребаха: 424 особи
- Торреальта: 31 особа

## Демографія
Динаміка населення (INE ):

## Галерея зображень

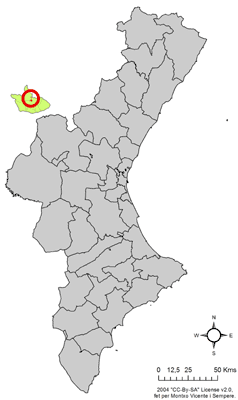
Розташування муніципалітету Торребаха у автономній спільноті Валенсія
Розташування муніципалітету Торребаха у комарці Рінкон-де-Адемус